# Carlotta Felicita di Brunswick-Lüneburg
Carlotta Felicita di Brunswick e Lüneburg (Hannover, 6 marzo 1671 – Modena, 29 settembre 1710) era figlia di Giovanni Federico di Brunswick-Lüneburg e di Benedetta Enrichetta (1652-1730), figlia di Edoardo di Simmern. Sua sorella Amalia, moglie di Giuseppe I d'Asburgo, era imperatrice.

## Biografia

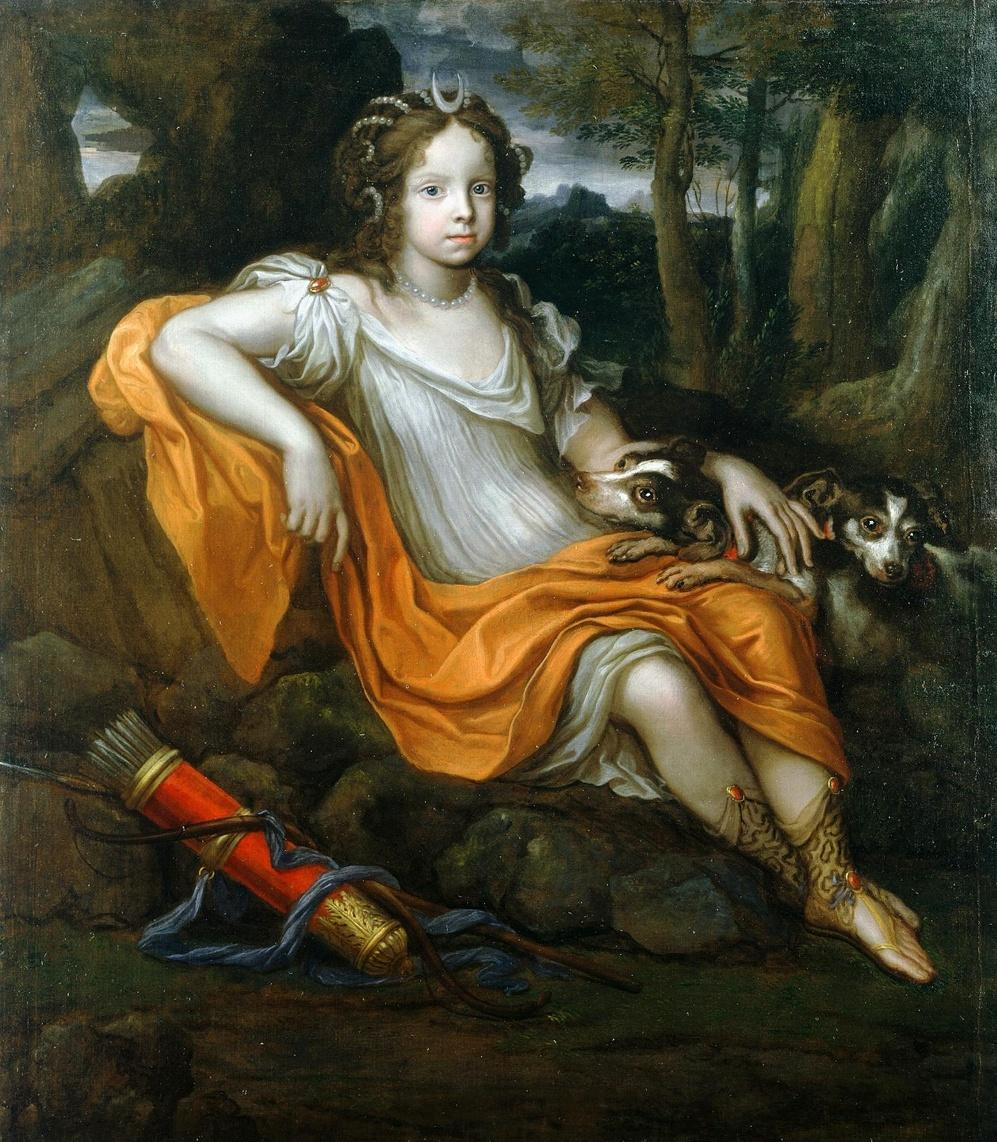
Carlotta Felicita di Brunswick-Lüneburg, bambina nelle vesti di Diana, di Jean Michelin.

Nata al Castello di Herrenhausen ad Hannover, un palazzo più tardi distrutto nella seconda guerra mondiale, era la figlia secondogenita di Giovanni Federico, duca di Brunswick-Lüneburg e sua moglie, Benedetta Enrichetta del Palatinato. Suo padre era il sovrano di Brunswick-Lüneburg dal 1665 e i suoi genitori erano sposati dal 1668.
Sposò l'11 febbraio 1696 a Modena Rinaldo d'Este, duca di Modena e Reggio. Dapprima cardinale, Rinaldo si spogliò degli abiti ecclesiastici per succedere al nipote Francesco II d'Este morto senza eredi. Il duca scelse come sposa Carlotta Felicita per rinsaldare i rapporti politici con i Brunswick.
Il matrimonio tra Amalia, sorella di Carlotta, e l'imperatore Giuseppe I fecero guadagnare agli Este anche la parentela con gli Asburgo.
In occasione del matrimonio, fastosamente festeggiato nonostante la grave crisi economica del ducato, venne decorato da Marcantonio Franceschini il soffitto del Salone d'onore del palazzo ducale con l'affresco Bradamante che viene incoronata da Giove in Olimpo.
Nel 1702 Carlotta dovette lasciare con la famiglia Modena, all'arrivo dei francesi, e rifugiarsi a Bologna. Per far cessare l'assedio, suo marito Rinaldo cercò la pace e il 22 aprile del 1704 cedette l'intera Garfagnana ponendo però come condizione che gli fossero mantenuti i suoi privilegi. La provincia, ribellatasi all'occupazione, tornò in mano agli Este due anni dopo.
Fu duchessa di Modena e Reggio dal 1696 al 1710. Morì infatti nel dare alla luce una bambina, morta subito dopo la nascita.

## Discendenza
Carlotta e Rinaldo ebbero sette figli:
- Benedetta Maria (18 agosto 1697 – 17 settembre 1777);
- Francesco (1698 – 1780), duca di Modena e Reggio dal 1737, sposò nel 1720 Carlotta d'Orléans (1700 – 1761), figlia del duca Filippo II d'Orléans, Reggente di Francia;
- Amalia Giuseppina (28 luglio 1699 – 5 luglio 1778);
- Gianfederico (1º settembre 1700 –  24 aprile 1727);
- Enrichetta (27 maggio 1702 – 30 gennaio 1777); sposò il 5 febbraio 1728 Antonio Farnese (1679 – 1731), duca di Parma; rimasta vedova di quest'ultimo, sposò in seconde nozze il 2 settembre 1740 Leopoldo d'Assia-Darmstadt (1708 – 1763);
- Clemente (20/23 aprile 1708);
- una figlia nel settembre 1710, deceduta subito dopo la nascita.

## Ascendenza
|                                           |                              |                               | Genitori                        |  |  | Nonni |  |  | Bisnonni                                   |  |  | Trisnonni                       |  |
|                                           |                              |                               |                                 |  |  |       |  |  | Guglielmo il Giovane di Brunswick-Lüneburg |  |  | Ernesto I di Brunswick-Lüneburg |  |
|                                           |                              |                               |                                 |  |  |       |  |  | Guglielmo il Giovane di Brunswick-Lüneburg |  |  | Ernesto I di Brunswick-Lüneburg |  |
|                                           |                              | Sofia di Meclemburgo-Schwerin |                                 |  |  |       |  |  | Guglielmo il Giovane di Brunswick-Lüneburg |  |  |                                 |  |
| Giorgio di Brunswick-Lüneburg             |                              |                               |                                 |  |  |       |  |  | Guglielmo il Giovane di Brunswick-Lüneburg |  |  |                                 |  |
|                                           |                              | Dorothea di Danimarca         | Cristiano III di Danimarca      |  |  |       |  |  |                                            |  |  |                                 |  |
|                                           |                              | Dorothea di Danimarca         | Cristiano III di Danimarca      |  |  |       |  |  |                                            |  |  |                                 |  |
|                                           |                              | Dorothea di Danimarca         | Dorotea di Sassonia-Lauenburg   |  |  |       |  |  |                                            |  |  |                                 |  |
| Giovanni Federico di Brunswick-Lüneburg   |                              | Dorothea di Danimarca         |                                 |  |  |       |  |  |                                            |  |  |                                 |  |
|                                           |                              | Luigi V d'Assia-Darmstadt     | Giorgio I d'Assia-Darmstadt     |  |  |       |  |  |                                            |  |  |                                 |  |
|                                           |                              | Luigi V d'Assia-Darmstadt     | Giorgio I d'Assia-Darmstadt     |  |  |       |  |  |                                            |  |  |                                 |  |
|                                           |                              | Luigi V d'Assia-Darmstadt     | Maddalena di Lippe              |  |  |       |  |  |                                            |  |  |                                 |  |
| Anna Eleonora di Assia-Darmstadt          |                              | Luigi V d'Assia-Darmstadt     |                                 |  |  |       |  |  |                                            |  |  |                                 |  |
|                                           |                              | Maddalena di Brandeburgo      | Giovanni Giorgio di Brandeburgo |  |  |       |  |  |                                            |  |  |                                 |  |
|                                           |                              | Maddalena di Brandeburgo      | Giovanni Giorgio di Brandeburgo |  |  |       |  |  |                                            |  |  |                                 |  |
|                                           |                              | Maddalena di Brandeburgo      | Elisabetta di Anhalt-Zerbst     |  |  |       |  |  |                                            |  |  |                                 |  |
| Carlotta Felicita di Brunswick e Lüneburg |                              | Maddalena di Brandeburgo      |                                 |  |  |       |  |  |                                            |  |  |                                 |  |
|                                           | Federico V Elettore Palatino | Federico IV Elettore Palatino |                                 |  |  |       |  |  |                                            |  |  |                                 |  |
|                                           | Federico V Elettore Palatino | Federico IV Elettore Palatino |                                 |  |  |       |  |  |                                            |  |  |                                 |  |
|                                           | Federico V Elettore Palatino | Luisa Giuliana di Nassau      |                                 |  |  |       |  |  |                                            |  |  |                                 |  |
| Edoardo del Palatinato-Simmern            | Federico V Elettore Palatino |                               |                                 |  |  |       |  |  |                                            |  |  |                                 |  |
|                                           |                              | Elisabetta Stuart             | Giacomo I d'Inghilterra         |  |  |       |  |  |                                            |  |  |                                 |  |
|                                           |                              | Elisabetta Stuart             | Giacomo I d'Inghilterra         |  |  |       |  |  |                                            |  |  |                                 |  |
|                                           |                              | Elisabetta Stuart             | Anna di Danimarca               |  |  |       |  |  |                                            |  |  |                                 |  |
| Benedetta Enrichetta del Palatinato       |                              | Elisabetta Stuart             |                                 |  |  |       |  |  |                                            |  |  |                                 |  |
|                                           |                              | Carlo I di Gonzaga-Nevers     | Ludovico Gonzaga-Nevers         |  |  |       |  |  |                                            |  |  |                                 |  |
|                                           |                              | Carlo I di Gonzaga-Nevers     | Ludovico Gonzaga-Nevers         |  |  |       |  |  |                                            |  |  |                                 |  |
|                                           |                              | Carlo I di Gonzaga-Nevers     | Enrichetta di Nevers            |  |  |       |  |  |                                            |  |  |                                 |  |
| Anna Maria di Gonzaga-Nevers              |                              | Carlo I di Gonzaga-Nevers     |                                 |  |  |       |  |  |                                            |  |  |                                 |  |
|                                           |                              | Caterina di Lorena            | Carlo di Guisa                  |  |  |       |  |  |                                            |  |  |                                 |  |
|                                           |                              | Caterina di Lorena            | Carlo di Guisa                  |  |  |       |  |  |                                            |  |  |                                 |  |
|                                           |                              | Caterina di Lorena            | Enrichetta di Savoia-Villars    |  |  |       |  |  |                                            |  |  |                                 |  |
|                                           |                              | Caterina di Lorena            |                                 |  |  |       |  |  |                                            |  |  |                                 |  |